# Amel Majri
Pour les articles homonymes, voir Majri.
Amel Majri, née le 25 janvier 1993 à Monastir (Tunisie), est une joueuse internationale française de football évoluant au sein d'Al-Ula FC. Elle possède également la nationalité tunisienne. Elle occupe le poste d'ailière gauche et d'arrière gauche, ce qui fait d'elle une joueuse assez polyvalente, en attaque et en défense. Avec l'Olympique Lyonnais, elle remporte sept Ligues des champions et onze championnats de France.
Elle fait partie de l'équipe de Tunisie des moins de 20 ans avant d'intégrer l'équipe de France féminine, et dispute depuis lors avec les Bleues la Coupe du monde 2015, les Jeux olympiques 2016 et le Mondial 2019 en France  où elle fut titulaire au poste d'arrière gauche.
Désormais, elle est appelée afin d’occuper le poste de milieu de terrain.

## Biographie
Née à Monastir en Tunisie, Amel Majri déménage en France à l'âge d'un an au côté de sa sœur jumelle Rachida pour s'établir avec leur mère à Vénissieux, dans le quartier des Minguettes en banlieue lyonnaise, son père étant absent.

### En club
Formée à l'OL, la jeune Amel Majri se fait petit à petit une place dans l'effectif lyonnais, grâce à de belles qualités techniques. C'est aussi l'une des seules gauchères de l'effectif. Elle signe son premier contrat avec l'OL en 2010.
Elle joue son premier match professionnel contre La Roche-sur-Yon le 20 mars 2011 et marque son premier but face à Saint-Étienne le 8 mai suivant. À la fin de la saison 2015-2016, elle reçoit le trophée UNFP de la meilleure joueuse de D1 féminine. En 2016, elle prolonge son contrat avec l'OL jusqu'en 2019.
Le 8 octobre 2018, la joueuse est nommée parmi les quinze prétendantes au premier Ballon d'or féminin (elle se classera 13e).
En 2019, elle prolonge son contrat jusqu'en 2022.
En 2022, Majri prolonge à l'OL jusqu'en 2026.

### En sélection
Après quelques sélections avec l'équipe de Tunisie des moins de vingt ans, elle opte pour la sélection française car « la France est le pays qui l’a vue grandir ». En Équipe de France A, Amel fête sa première sélection le 7 mai 2014 au stade Léo Lagrange de Besançon face à la Hongrie en remplaçant Élodie Thomis et marque son premier but dans ce même match.
En 2016, elle participe aux Jeux Olympiques de Rio.
Le 2 mai 2019, elle est convoquée parmi les 23 pour disputer la coupe du monde 2019. Elle commence la compétition comme arrière gauche et délivre deux passes décisives (but de la tête de Wendie Renard face à la République de Corée, puis reprise du pied gauche de Valérie Gauvin contre la Norvège), lors des deux premières rencontres remportées par la France dans ce Mondial.
Le 9 novembre 2019, pour le match de qualification de la Coupe d'Europe 2021 au Matmut Atlantique de Bordeaux contre la Serbie, elle inscrit un triplé. La France l'emporte 6 à 0.
En 2022, Majri manque l'Euro 2021(décalé à cause du COVID-19) en raison d'une blessure.
Elle est sélectionnée par Hervé Renard pour la Coupe du Monde 2023.
Le 21 novembre 2024, elle est à nouveau convoquée en équipe de France par le nouveau sélectionneur Laurent Bonadei, après plus de neuf mois sans être appelée.
Le 5 juin 2025, elle figure dans la liste des 23 joueuses retenues par Laurent Bonadei pour disputer le Championnat d'Europe en Suisse. Au cours de cette compétition elle se distinguera malheureusement par un penalty manqué suite à une course d'élan totalement ridicule qui coutera la qualification aux Bleues éliminées aux tirs au but face aux Allemandes. 

## Vie privée
En 2018, la joueuse révèle dans la presse préparer son mariage civil prévu pour l'été à venir, la cérémonie religieuse ayant déjà eu lieu six ans plus tôt. Le nom et le visage de son compagnon n'ont jamais été révélés. La Lyonnaise a seulement indiqué qu'il est préparateur sportif et travailleur associatif proche de l'OL.
En janvier 2022, l'Olympique lyonnais annonce la grossesse de la joueuse. Sa fille Maryam naît le 5 juillet et Amel Majri devient la première joueuse internationale française à devenir mère au cours de sa carrière.

## Statistiques

### Club
| Saison                | Club                  | Championnat           | Championnat | Championnat | Coupe(s) nationale(s) | Coupe(s) nationale(s) | Compétition(s) continentale(s) | Compétition(s) continentale(s) | Compétition(s) continentale(s) | Total | Total |
| Saison                | Club                  | Division              | M.          | B.          | M.                    | B.                    | Comp.                          | M.                             | B.                             | M.    | B.    |
| 2010-2011             | Olympique lyonnais    | Division 1            | 4           | 1           | 2                     | 1                     | WCL                            | 0                              | 0                              | 6     | 2     |
| 2011-2012             | Olympique lyonnais    | Division 1            | 3           | 1           | 1                     | 0                     | WCL                            | 2                              | 1                              | 6     | 2     |
| 2012-2013             | Olympique lyonnais    | Division 1            | 9           | 0           | 4                     | 1                     | WCL                            | 4                              | 2                              | 17    | 3     |
| 2013-2014             | Olympique lyonnais    | Division 1            | 11          | 0           | 6                     | 0                     | WCL                            | 2                              | 0                              | 19    | 0     |
| 2014-2015             | Olympique lyonnais    | Division 1            | 20          | 8           | 5                     | 3                     | WCL                            | 3                              | 0                              | 28    | 11    |
| 2015-2016             | Olympique lyonnais    | Division 1            | 17          | 4           | 5                     | 3                     | WCL                            | 8                              | 1                              | 30    | 8     |
| 2016-2017             | Olympique lyonnais    | Division 1            | 18          | 6           | 2                     | 1                     | WCL                            | 8                              | 0                              | 28    | 7     |
| 2017-2018             | Olympique lyonnais    | Division 1            | 19          | 3           | 4                     | 3                     | WCL                            | 9                              | 3                              | 32    | 9     |
| 2018-2019             | Olympique lyonnais    | Division 1            | 18          | 10          | 4                     | 1                     | WCL                            | 9                              | 4                              | 31    | 15    |
| 2019-2020             | Olympique lyonnais    | Division 1            | 14          | 5           | 5+1                   | 0+1                   | WCL                            | 6                              | 2                              | 26    | 8     |
| 2020-2021             | Olympique lyonnais    | Division 1            | 17          | 9           | 1                     | 0                     | WCL                            | 6                              | 0                              | 24    | 9     |
| 2021-2022             | Olympique lyonnais    | Division 1            | 5           | 2           | 0                     | 0                     | WCL                            | 2                              | 1                              | 7     | 3     |
| 2022-2023             | Olympique lyonnais    | Division 1            | 10          | 2           | 3                     | 0                     | WCL                            | 2                              | 0                              | 15    | 2     |
| 2023-2024             | Olympique lyonnais    | Division 1            | 18+2        | 5+1         | 4+1                   | 1                     | WCL                            | 10                             | 4                              | 35    | 11    |
| 2024-2025             | Olympique lyonnais    | Première Ligue        | 15          | 7           | 0                     | 0                     | WCL                            | 8                              | 0                              | 23    | 7     |
| Total sur la carrière | Total sur la carrière | Total sur la carrière | 201         | 64          | 48                    | 15                    | -                              | 79                             | 18                             | 328   | 97    |

### Sélection
| Sélection | Année | M  | B  |
| --------- | ----- | -- | -- |
| France    | 2014  | 5  | 1  |
| France    | 2015  | 9  | 1  |
| France    | 2016  | 13 | 2  |
| France    | 2017  | 7  | 0  |
| France    | 2018  | 8  | 0  |
| France    | 2019  | 13 | 4  |
| France    | 2020  | 6  | 1  |
| France    | 2021  | 5  | 2  |
| France    | 2022  | 0  | 0  |
| France    | 2023  | 7  | 0  |
| France    | 2024  | 2  | 1  |
| France    | 2025  | 3  | 0  |
| Total     | Total | 78 | 12 |

## Palmarès

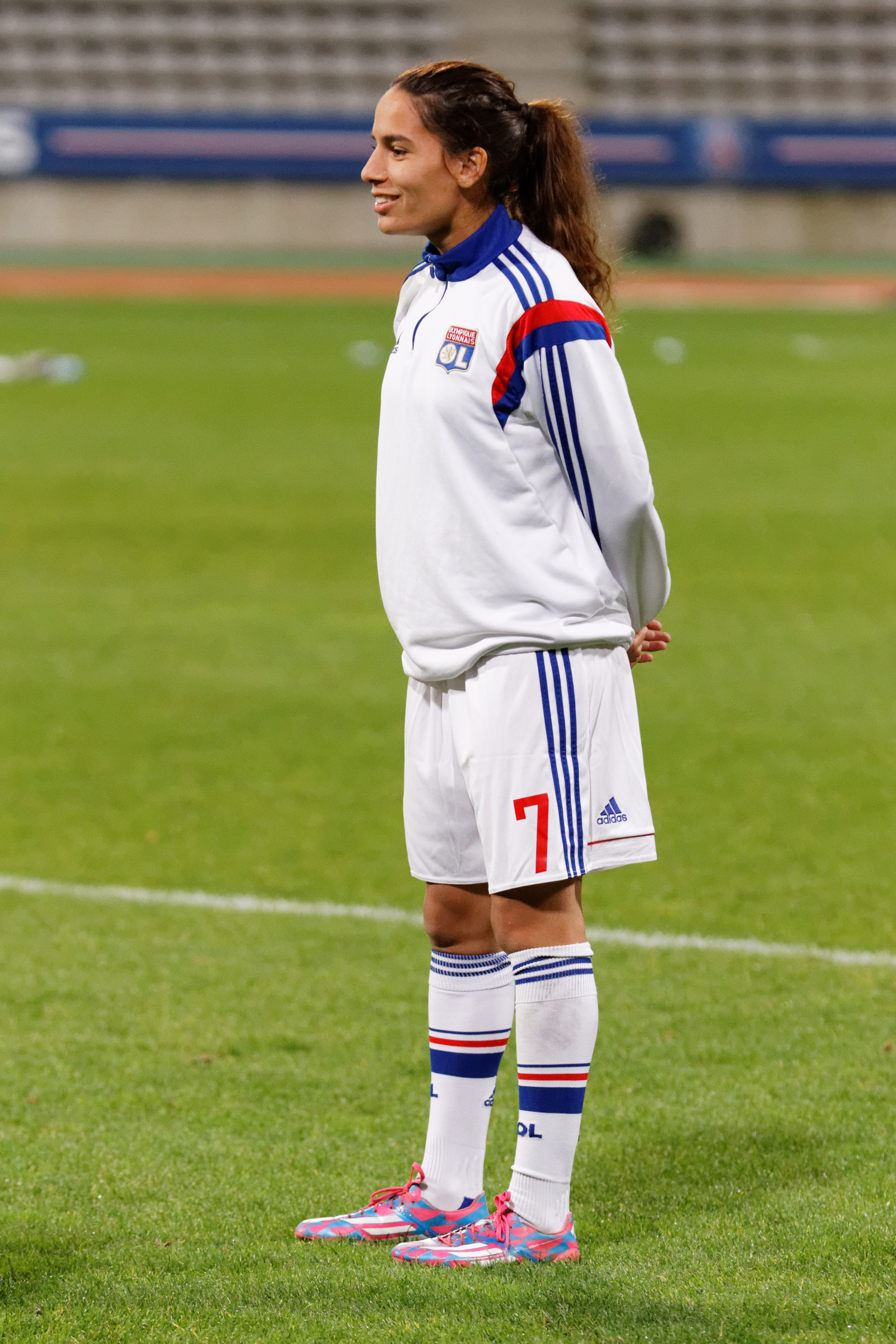
Amel Majri avec l'Olympique lyonnais en novembre 2014.

### En sélection
Équipe de France :
- Vainqueur du Tournoi de Chypre en 2014 (1)
- Vainqueur de la SheBelieves Cup en 2017 (1)
- Vainqueur du Tournoi de France en 2020 (1)

### En club
Olympique lyonnais :
- Championne de France en 2011, 2012, 2013, 2014, 2015, 2016, 2017, 2018, 2019, 2020 et 2022 (11)
- Vainqueur de la Coupe de France en 2012, 2013, 2014, 2015, 2016, 2017, 2019 et 2020 (8)
- Vainqueur de la Ligue des champions en 2011, 2012, 2016, 2017, 2018, 2019, 2020 et 2022 (8)
- Vainqueur du Trophée des championnes en 2019 (1)
- Vainqueur de la Mobcast Cup en 2012 (1)
- Vainqueur de la Valais Cup en 2014 (1)
- Vainqueur de la Women's International Champions Cup en 2019 (1)
- Vainqueur du Trophée Veolia Féminin en 2020 (1)

### Distinctions personnelles
- Trophée UNFP de la Meilleure joueuse de D1 pour la saison 2015-2016.
- Lion du Sport 2018.
- Médaille Fédération française de football des légendaires en 2020[21].